# Plectranthias taylori
Plectranthias taylori är en fiskart som beskrevs av Randall, 1980. Plectranthias taylori ingår i släktet Plectranthias och familjen havsabborrfiskar. Inga underarter finns listade i Catalogue of Life.